# Championnat de Bahreïn de football 2022-2023
Navigation
Saison précédente Saison suivante
La saison 2022-2023 du Championnat de Bahreïn de football est la soixante-septième édition du championnat national de première division à Bahreïn. Les douze meilleurs clubs du pays sont regroupés au sein d'une poule unique et s'affrontent deux fois au cours de la compétition, à domicile et à l'extérieur. En fin de saison, les deux derniers du classement sont relégués et remplacés par les deux meilleurs clubs de deuxième division.
Le championnat passe cette saison de 10 à 12 équipes.
Le Riffa Club est le tenant du titre.

## Les clubs participants
- Al Muharraq Club
- Riffa Club
- Al Hidd Club
- East Riffa
- Manama Club
- Budaiya Club
- Al-Ahli Club
- Al-Khaldiya SC
- Al Hala Sports Club
- Setra Club - Promu de D2
- Al-Shabab Club - Promu de D2
- Al Bahrain Sports Club- Promu de D2

## Compétition

### Classement
Le classement est établi sur le barème de points classique (victoire à 3 points, match nul à 1, défaite à 0).
| Rang | Équipe                   | Pts | J  | G  | N  | P  | Bp | Bc | Diff |
| ---- | ------------------------ | --- | -- | -- | -- | -- | -- | -- | ---- |
| 1    | Al-Khaldiya              | 42  | 22 | 12 | 6  | 4  | 45 | 23 | +22  |
| 2    | Manama Club              | 41  | 22 | 11 | 8  | 3  | 35 | 16 | +19  |
| 3    | Al Muharraq Club         | 40  | 22 | 10 | 10 | 2  | 34 | 12 | +22  |
| 4    | Riffa Club T             | 39  | 22 | 11 | 6  | 5  | 37 | 19 | +18  |
| 5    | Setra Club P             | 38  | 22 | 10 | 8  | 4  | 30 | 20 | +10  |
| 6    | Al-Ahli Club             | 31  | 22 | 7  | 10 | 5  | 24 | 23 | +1   |
| 7    | Al-Shabab Club P         | 27  | 22 | 7  | 6  | 9  | 21 | 25 | -4   |
| 8    | Al Hidd Club             | 27  | 22 | 7  | 6  | 9  | 29 | 38 | -9   |
| 9    | East Riffa               | 24  | 22 | 5  | 9  | 8  | 23 | 27 | -4   |
| 10   | Al Hala Sports Club C    | 21  | 22 | 5  | 6  | 11 | 22 | 34 | -12  |
| 11   | Al Bahrain Sports Club P | 19  | 22 | 4  | 7  | 11 | 22 | 32 | -10  |
| 12   | Budaiya Club             | 5   | 22 | 1  | 2  | 19 | 11 | 64 | -53  |

|  | Qualification pour la Coupe de l'AFC 2023-2024                              |
|  | Qualification pour les barrages                                             |
|  | Relégation directe en deuxième division                                     |
|  | T : Tenant du titre C : Vainqueur de la Bahreini King's Cup P : Promu de D2 |

- Le champion est qualifié pour la Coupe de l'AFC 2023-2024, le vainqueur de la Bahreini King's Cup est qualifié pour le tour préliminaire.

## Barrages de relégation
East Riffa et Al Hala Sports Club rencontrent deux clubs de deuxième division, Al-Ittifaq Maqaba et Ali CSC, dans un mini-championnat où les deux premiers joueront en première division la prochaine saison. Le tournoi se déroule du 26 au 30 mai 2023. À la fin du tournoi, les deux équipes de première division parviennent à se maintenir.

## Bilan de la saison
| Championnat de Bahreïn de football 2022-2023                        |                                                   |
| Champion                                                            | Al-Khaldiya Sporting Club (1er titre)             |
| Coupes et trophées                                                  |                                                   |
| Vainqueur de la Bahreini King's Cup                                 | Al Hala Sports Club                               |
| Qualifications continentales                                        |                                                   |
| Ligue des champions de l'AFC 2023-2024                              | aucun                                             |
| Coupe de l'AFC 2023-2024                                            | Riffa Club Champion 2021-22                       |
| Coupe de l'AFC 2023-2024                                            | Al-Khaldiya Sporting Club Vainqueur coupe 2021-22 |
| Promotions et relégations                                           |                                                   |
| Promus en Bahraini Premier League                                   |                                                   |
| Relégués en Championnat de Bahreïn de football de deuxième division | Al Bahrain Sports Club                            |
| Relégués en Championnat de Bahreïn de football de deuxième division | Budaiya Club                                      |